# Scaphochlamys biru
Scaphochlamys biru là một loài thực vật có hoa trong họ Gừng. Loài này được Kalu Meekiong miêu tả khoa học đầu tiên năm 2015.
Năm 2016, Yen Yen Sam et al. tách 8 loài ở Borneo (gồm S. argentea, S. biru, S. calcicola, S. iporii, S. petiolata, S. reticosa, S. salahuddiniana, S. stenophylla) ra thành chi riêng, gọi là Borneocola - với B. reticosus là loài điển hình, nhưng Ooi et al. (2017) cho rằng việc tách ra này chưa đủ độ thuyết phục và vẫn duy trì 8 loài này trong chi Scaphochlamys.

## Mẫu định danh
Mẫu định danh: K.Meekiong, G.Angela, M.Mas Izzaty & C.A.Noor Ain MK s.n.; thu thập ngày 21 tháng 5 năm 2014 tại Trung tâm bảo tồn động vật hoang dã Matang, tỉnh Kuching, bang Sarawak, Malaysia. Holotype lưu giữ tại Bộ Lâm nghiệp bang Sarawak (SAR) ở Kuching, Sarawak, Malaysia. Isotype lưu giữ tại phòng mẫu cây Đại học Malaysia Sarawak (HUMS).

## Phân bố
Loài này có ở tây bắc đảo Borneo, tại Vườn quốc gia Kubah cũng như một số khu vực xung quanh tại các huyện Matang và Bau, tỉnh Kuching, bang Sarawak, Malaysia. Hiện tại nó được tìm thấy trong các rừng khộp (Dipterocarpaceae) hỗn hợp vùng đất thấp, ở cao độ 30–90 m, trên nền rừng với đất sét pha cát.

## Mô tả
Địa thực vật thân thảo lâu năm, có thân rễ, cao tới 35 cm. Thân rễ hơi bò lan trên mặt đất, đường kính ~5 mm, vỏ màu xanh lục ánh nâu, ruột màu nâu ánh vàng. Các chồi lá cách nhau 0,5–7 cm, 1 lá, chồi non tới 3 lá; cuống lá dài 10–25 cm, có rãnh, màu xanh lục vừa với các chấm trắng nhỏ rải rác, nhẵn nhụi, đáy hình gối, màu trắng ánh lục; bẹ không lá ~4, dài 0,7–3,5 cm, màu xanh lục vừa, thưa lông tơ, khô kiệt khi già; bẹ lá dài ~0,8 cm, dạng màng, màu trắng ánh lục, nhẵn nhụi, khô kiệt khi già; lưỡi bẹ khó thấy; phiến lá 7–10 × 3,5–4 cm, hình trứng đến hình mũi mác, dạng giấy, mép hơi gợn sóng, đáy gần cắt cụt đến hơi thuôn tròn, đỉnh nhọn đến nhọn thon; mặt gần trục hơi bóng, màu lục nhạt tươi đến lục vừa, nhẵn nhụi, gân giữa chìm, các gân bên không rõ nét; mặt xa trục màu xanh lục nhạt, thưa lông tơ, gân giữa nổi, các gân bên chủ chốt hơi dễ thấy. Cụm hoa dài 5,5–7 cm, mọc ra từ gần gốc lá bên trong các bẹ, tụ chặt, gồm ~3 xim hoa bọ cạp xoắn ốc mỗi xim 2 hoa mọc trên cuống cụm hoa, ra hoa theo hình xoắn ốc từ đáy đến đỉnh; cuống cụm dài 3–4 cm, màu lục nhạt với các chấm nhỏ màu trắng dày dặc, nhẵn nhụi, có bẹ bao phủ; lá bắc ~3, kích thước ~20 × 4 mm, sắp xếp xoắn ốc, hình mũi mác, dạng màng, thưa lông tơ, màu xanh lục nhạt, đỉnh nhọn, mỗi lá bắc đối diện ~2 hoa, khô từ đỉnh khi già, mùi hoa tương tự như mùi mô của Etlingera elatior; lá bắc con ~2, dài 5–15 mm, ngắn hơn nhưng hầu như khó phân biệt với lá bắc, màu lục nhạt đến trắng ánh lục; hoa dài 3,5–4 cm, mùi hoa nhẹ giống mùi sả; đài hoa dài 8–10 mm, màu trắng ánh nâu, thưa lông tơ, đỉnh nhọn; ống hoa dài 2,5–3 cm, màu trắng, thưa lông tơ; các thuỳ tràng hoa dài ~10 mm, hình mũi mác, màu trắng ánh vàng, nhẵn nhụi, đỉnh nhọn, có nắp; nhị lép dài ~5 mm, thẳng đến hơi hình mác ngược, mặt gần trục có lông tuyến, màu trắng ánh vàng, đỉnh tù đến cắt cụt; cánh môi 11–13 × 9–11 mm, hình thìa, mặt gần trục có lông tuyến, màu trắng ở đáy và màu tím cho đến đỉnh với dải giữa màu vàng nhạt, đỉnh 2 thùy, khía răng cưa ~2,5 mm, các thùy đôi khi hơi xếp chồng; nhị hoa ~5 × 1,5 mm, phủ lông tuyến, màu trắng; chỉ nhị dài ~1 mm; mô vỏ bao phấn dài ~3,5 mm, có cựa ~0,5 mm ở đáy tại một bên, mào bao phấn dài ~0,5 mm; đầu nhụy dài dưới 1 mm, hình chùy với 2 bướu ở lưng, lỗ nhỏ có lông rung, hướng về phía trước; vòi nhụy dài ~3,5 cm, màu trắng, thưa lông tơ; bầu nhụy dài ~2 mm, 1 ngăn, màu xanh lục nhạt, rậm lông tơ ở 2/3 từ đỉnh; tuyến trên bầu 2, dài ~2 mm, rời, hình kim, màu trắng. Quả ~12 × 4 mm, quả nang nứt, hình trứng thuôn dài, màu xanh lục ánh trắng (vỏ quả ngoài màu trắng mờ giống như cutin bao quanh hạt màu xanh lục), thưa lông tơ, đối diện các lá bắc héo úa. Hạt ~10 × 3 mm, hình trứng hơi thuôn dài, nhẵn nhụi, màu xanh lục; áo hạt ~4 mm, xé rách, màu trắng ánh nâu; ngoại nhũ màu trắng.
Nhóm Petiolata được xác định bằng cụm hoa chen chúc chặt, sắp xếp xoắn ốc, các lá bắc dạng màng, các lá bắc con tương tự như lá bắc, với lá bắc con thứ nhất ngắn hơn lá bắc, 2 gờ lưng rất mờ nhạt, hoa nhỏ, dài ~4 cm với cánh môi chủ yếu có màu tím dài ~1 cm và quả có vỏ quả ngoài nhẵn. Nhóm này chỉ giới hạn ở phía tây Sarawak, gồm 10 loài là S. argentea, S. biru, S. durga, S. hasta, S. multifolia, S. nigra, S. petiolata, S. pseudoreticosa, S. reticosa, S. stenophylla.